# エスタディオ・コロナ
エスタディオ・コロナ（Estadio Corona）は、メキシコ、コアウイラ州の都市トレオンに所在するスタジアムである。

## 概要
スタジアムは1970年に建てられた初代スタジアムをいったん解体、建て替えた。収容人数は3万人。こけら落としはブラジルのサントスとの親善試合であった。2011年開催のFIFA U-17ワールドカップでは準決勝などが開催された。